# Atya lanipes
Atya lanipes är en kräftdjursart som beskrevs av Lipke Bijdeley Holthuis 1963. Atya lanipes ingår i släktet Atya och familjen Atyidae. Inga underarter finns listade i Catalogue of Life.